# 白井一幸
白井 一幸（しらい かずゆき、1961年6月7日 - ）は、香川県大川郡志度町（現：さぬき市）出身の元プロ野球選手（内野手）、プロ野球コーチ、野球解説者。ジャニーズ事務所の社外取締役。

## 経歴

### プロ入り前
志度東中学・志度商高・駒澤大学のすべてで主将を務めた。志度商高では1979年夏の甲子園県予選準々決勝に進出するが、丸亀商高に完封負けを喫した。駒澤大学に進学し、東都大学野球リーグでは1983年に、同期の鍋島博（後にNTT東京）、1年下の河野博文の両エースを擁し春秋季連続優勝。同年の全日本大学野球選手権大会でも決勝で近畿大を降し優勝、明治神宮野球大会では東海大に敗れ準優勝。リーグ通算73試合に出場し、打率.330（270打数89安打）、3本塁打、26打点。首位打者1回（1982年春季リーグ）。5季連続5度のベストナイン（二塁手）に選ばれた。1982年、1983年には日米大学野球選手権大会日本代表に選出される。駒大では同期の鍋島や前田誠の他に、1学年先輩に広瀬哲朗と近藤満、1学年後輩に横田真之と先述の河野、3学年後輩に新谷博がいた。
1983年のドラフト会議で日本ハムファイターズから1位指名され入団。

### プロ入り後
即戦力として期待され、1年目の1984年の開幕戦で二塁手に抜擢される。パ・リーグ新人選手では唯一の先発出場であり、初打席初安打の快挙。同年は五十嵐信一らと併用され、1年目から93試合（うち41試合に先発）に出場した。入団時は右打ちであったが、2年目頃から課題である打撃の克服と俊足を活かすためスイッチヒッターに転向した。1986年には初めて規定打席（38位、打率.231）に到達。
1987年は初めて全試合に出場し、打率.265（リーグ15位）、15本塁打、21盗塁、リーグ最多となる30犠打の成績を残した。7月8日の対近鉄戦で左右両打席本塁打も記録している（3回に佐々木修、7回に石本貴昭から）。
1988年はダラス・ウィリアムズ（阪急）のラフプレーが原因で足を骨折。40試合の出場にとどまる。
1989年に自身最多の38盗塁をマーク。
1990年は肩を手術し、20試合の出場にとどまった。
1991年は開幕からほぼ3割を維持するなど好調で、最終的に首位打者に3厘差となるリーグ3位の打率.311を記録したが、8月30日の守備で左膝内側半月板挫傷の怪我を負い、9月からはほとんど欠場した。また、最高出塁率（.428）とカムバック賞を受賞した。白井も好成績とケガによる低迷を繰り返していたため、「1年おきの選手」と揶揄された。
1994年は全試合に出場。二塁手として545守備機会連続無失策のプロ野球記録（当時）を樹立し、二塁手としてシーズン守備率.9970は、高木豊の.9971に次いで歴代2位（当時）だった。
1995年開幕三試合目に持病の膝痛の悪化で戦線を離脱。その間に14年目の渡辺浩司の活躍もあり、オールスター後に復帰はしたが出場機会が徐々に減少。1995年の秋季キャンプ中に突然戦力外通知をされ、再起を賭けてオリックス・ブルーウェーブへ移籍した。
1996年は13試合の出場に終わり、この年限りで引退したが自身初のリーグ優勝及び日本一を経験、白井もこの一年で中西太やイチローと出会い、学んだものは大きかったという。大島公一、福良淳一らとの二塁手のレギュラー争いをしてチームを活性化させた。大島が二塁手のレギュラーを獲得、福良も翌97年限りで引退し後に日本ハムで指導者の同僚となった。

### 引退後
1997年から日本ハムの球団職員となり、メジャーリーグベースボールのニューヨーク・ヤンキースでのコーチ研修へ。白井もこの頃、後に日本ハムの監督となるトレイ・ヒルマンと知り合う。
2000年に二軍総合コーチとなる。
2001年に二軍監督を経て、ヒルマンが一軍監督に就任した。
2003年からヘッドコーチとなる。
2005年7月にはヒルマン監督が実母死去のために一時帰国した際、監督代行を務めた。
2006年から内野守備コーチを兼任。
ヒルマンの退団に伴い球団からファームディレクター就任を要請されていたが白井はこれを固辞、「野球を外から見る事になる」とコメントしていたが、2008年はカンザスシティ・ロイヤルズの特別コーチ兼スカウトアドバイザーに就任することが決定し、ロイヤルズの監督となったヒルマンと引き続き仕事を行う一方、国内ではSTVテレビ・STVラジオ（2008年より）・北海道テレビ放送（2008年のみ）解説者、日刊スポーツ評論家に就任。2008年いっぱいでロイヤルズの職務を退任。
2009年から2010年は評論、講演活動に専念。
2011年には、横浜ベイスターズの二軍監督に就任、一軍監督の尾花高夫が解任されたことで白井が後任の監督候補に挙げられるが、球団が売却されたことから白井の駒大の先輩にあたる中畑清が一軍監督に就任。二軍監督も山下大輔が就任したことから、2012年は一軍内野守備走塁コーチに配置転換された。同年、退団。
2013年10月28日に日本ハムの内野守備走塁コーチ兼作戦担当に。。
2017年10月3日、日本ハムより白井の同年限りでのコーチ退任。。
2018年からは再び札幌テレビ・STVラジオ野球解説者に復帰。
2020年10月22日に白井の女子カーリングチーム北海道銀行フォルティウスのメンタルコーチ就任が発表された。
2021年7月16日にジャパン・プロフェッショナル・バスケットボールリーグ（B.LEAGUE）のレバンガ北海道のチームアドバイザー就任が発表された。同年、野球日本代表のヘッドコーチにも就任した。
2022年7月26日、北海道医療大学客員教授に就任。
2023年7月1日、ジャニーズ事務所の社外取締役に就任。

## 選手としての特徴
俊足・巧打・堅守を兼ね備えた二塁手として80年代後半から90年代にかけてチームを支えた。守備では1994年に二塁手として545守備機会連続無失策を記録し、2021年現在もプロ野球記録として未だ破られていない。打撃では犠打が上手く、高い出塁率を誇った。
スイッチヒッターに転向した当初の左打席では、右打席を鏡に映したように振り抜いても右手の力が強すぎることで体が開いてしまうことが多く、「コツコツ当てる」のではなく「軽く当てる」感覚を意識したことで成功を収めた。また左打席の長打を増やすため、当時は一般的ではなかったウエイトトレーニングにも励み、プロ4年目の1987年には自己最多となる15本塁打を放っている。

## 人物
学生時代には中学・高校・大学のすべてで主将を務めるなどキャプテンシーに溢れる。現役引退後には、日本ハムの球団職員としてMLBのヤンキースへコーチ留学するなど非常に向上心が高い人物でもあった。
ヒルマンとは旧知の仲であり、白井も英語が話せるためコーチとして非常に信頼を置かれていた。
自身の経験から、メンタルが野球に及ぼす影響や選手に前向きな気持ちを持たせる指導の大切さを唱えており、自らの指導法にも活かしているほか自著である「メンタル・コーチング」も出版している。
なお、白井は指導者としては常に厳しい鬼コーチとして報道されることが多いが白井自身はブログで否定しており、「厳しさと優しさ、緊張とリラックス、規律と自由、両方を兼ね備えた指導者を目指している」と語っている。
その鬼コーチを彷彿とさせる現役時のエピソードとして、岩本勉は、自身がイップスになった原因として、二軍にてバントフォーメーション練習時、ストライクが入らなかったために内野手が何度もバントフォーメーションを繰り返すことになったところ、二軍調整中の先輩内野手（白井）が敵意をむき出しにして「おい、お前何回走らすねん」と凄んで執拗に舌打ちを続けたことを挙げている。youtube上でその先輩の名前を聞かれたとき、岩本は「言えない」としながらも、「四国出身」と述べており、岩本現役時に四国出身の先輩野手は白井しかいなかったため、事実上白井であることが特定されている。

## 詳細情報

### 年度別打撃成績
| 年 度      | 球 団      | 試 合 | 打 席 | 打 数 | 得 点 | 安 打 | 二 塁 打 | 三 塁 打 | 本 塁 打 | 塁 打 | 打 点 | 盗 塁 | 盗 塁 死 | 犠 打 | 犠 飛 | 四 球 | 敬 遠 | 死 球 | 三 振 | 併 殺 打 | 打 率 | 出 塁 率 | 長 打 率 | O P S |
| ---------- | ---------- | ----- | ----- | ----- | ----- | ----- | -------- | -------- | -------- | ----- | ----- | ----- | -------- | ----- | ----- | ----- | ----- | ----- | ----- | -------- | ----- | -------- | -------- | ----- |
| 1984       | 日本ハム   | 93    | 152   | 130   | 18    | 27    | 4        | 0        | 1        | 34    | 9     | 5     | 1        | 14    | 0     | 7     | 0     | 1     | 13    | 4        | .208  | .254     | .262     | .516  |
| 1985       | 日本ハム   | 108   | 245   | 200   | 27    | 38    | 4        | 0        | 3        | 51    | 21    | 7     | 1        | 19    | 1     | 24    | 0     | 1     | 32    | 2        | .190  | .279     | .255     | .534  |
| 1986       | 日本ハム   | 129   | 491   | 433   | 55    | 100   | 20       | 6        | 6        | 150   | 35    | 15    | 4        | 15    | 2     | 38    | 0     | 3     | 71    | 3        | .231  | .296     | .346     | .642  |
| 1987       | 日本ハム   | 130   | 573   | 499   | 77    | 132   | 18       | 1        | 15       | 197   | 63    | 21    | 5        | 30    | 1     | 41    | 0     | 2     | 78    | 6        | .265  | .322     | .395     | .717  |
| 1988       | 日本ハム   | 40    | 159   | 120   | 17    | 25    | 2        | 1        | 2        | 35    | 10    | 4     | 4        | 14    | 1     | 23    | 0     | 1     | 19    | 2        | .208  | .338     | .292     | .630  |
| 1989       | 日本ハム   | 129   | 504   | 422   | 50    | 102   | 14       | 2        | 5        | 135   | 42    | 38    | 12       | 29    | 5     | 47    | 1     | 1     | 59    | 8        | .242  | .316     | .320     | .636  |
| 1990       | 日本ハム   | 20    | 66    | 53    | 11    | 15    | 6        | 2        | 0        | 25    | 7     | 7     | 1        | 5     | 1     | 7     | 0     | 0     | 10    | 0        | .283  | .361     | .472     | .833  |
| 1991       | 日本ハム   | 105   | 411   | 328   | 50    | 102   | 14       | 4        | 4        | 136   | 32    | 15    | 15       | 14    | 1     | 64    | 0     | 4     | 37    | 4        | .311  | .428     | .415     | .843  |
| 1992       | 日本ハム   | 128   | 495   | 410   | 33    | 88    | 14       | 2        | 4        | 118   | 30    | 11    | 7        | 24    | 2     | 54    | 0     | 5     | 57    | 5        | .215  | .312     | .288     | .600  |
| 1993       | 日本ハム   | 130   | 587   | 497   | 67    | 134   | 20       | 2        | 7        | 179   | 54    | 27    | 14       | 17    | 4     | 67    | 0     | 2     | 93    | 4        | .270  | .356     | .360     | .716  |
| 1994       | 日本ハム   | 130   | 532   | 436   | 51    | 110   | 14       | 2        | 2        | 134   | 28    | 14    | 9        | 24    | 4     | 68    | 1     | 0     | 58    | 11       | .252  | .350     | .307     | .657  |
| 1995       | 日本ハム   | 32    | 80    | 62    | 9     | 15    | 2        | 1        | 0        | 19    | 2     | 4     | 0        | 3     | 1     | 14    | 0     | 0     | 11    | 2        | .242  | .377     | .306     | .683  |
| 1996       | オリックス | 13    | 26    | 25    | 1     | 1     | 1        | 0        | 0        | 2     | 1     | 0     | 0        | 0     | 0     | 1     | 0     | 0     | 3     | 0        | .040  | .077     | .080     | .157  |
| 通算：13年 | 通算：13年 | 1187  | 4321  | 3615  | 466   | 889   | 133      | 23       | 49       | 1215  | 334   | 168   | 73       | 208   | 23    | 455   | 2     | 20    | 541   | 51       | .246  | .332     | .336     | .668  |

- 各年度の太字はリーグ最高

### 通算監督成績
- 6試合 2勝4敗0分 勝率 .333（2005年、日本ハム・ヒルマン監督欠場に伴い監督代行）

### タイトル
- 最高出塁率：1回 （1991年）

### 表彰
- ベストナイン：1回 （1987年、※二塁手部門）
- ゴールデングラブ賞：1回 （1987年、※二塁手部門）
- 後楽園MVP賞：1回 （1987年）
- カムバック賞：1回 （1991年）
- パ・リーグ特別表彰（1986年、※連続守備機会無失策(二塁手)）

### 記録
初記録
- 初出場・初先発出場：1984年3月31日、対近鉄バファローズ1回戦（後楽園球場）、9番・二塁手で先発出場
- 初打席・初安打：同上、3回裏に鈴木啓示から
- 初打点：1984年4月29日、対ロッテオリオンズ5回戦（後楽園球場）、4回裏に梅沢義勝から
- 初本塁打：1984年9月29日、対近鉄バファローズ25回戦（藤井寺球場）、7回表に山村達也から

節目の記録
- 1000試合出場：1993年9月18日、対近鉄バファローズ24回戦（藤井寺球場）、2番・二塁手で先発出場　※史上315人目
- 200犠打：1994年8月7日、対千葉ロッテマリーンズ19回戦（千葉マリンスタジアム）、8回表に服部文夫から　※史上15人目

その他の記録
- 545回守備機会連続無失策：1994年5月11日から9月29日までの記録で、二塁手としてのパ・リーグ記録。
- オールスターゲーム出場：2回 （1987年、1991年）

### 背番号
- 3（1984年 - 1995年）
- 10（1996年）
- 90（2000年 - 2007年、2014年 - 2017年）
- 96（2011年 - 2012年）

## 関連情報

### 著書
- 『メンタル・コーチング』（2007年4月4日、PHP研究所）ISBN 9784569691725
- 『わが子を一流選手にするメンタル・コーチング』（2010年5月14日、PHP研究所）ISBN 9784569777894
- 『北海道日本ハムファイターズ流 一流の組織であり続ける3つの原則』（2017年2月28日、アチーブメント出版）ISBN 9784866430072
- 『神コーチング 人が育つ言葉』（2020年4月20日、日経BP）ISBN 9784296105700
- 『答えは相手の中にある』（2020年6月7日、アチーブメント出版）ISBN 9784866430690
- 『証言 WBC2023 侍ジャパン激闘の舞台裏』（著者:白井一幸・中村悠平・近藤健介 ほか）（2023年5月26日、宝島社）ISBN 9784299043290
- 『侍ジャパン ヘッドコーチが教える 最強の組織をつくる すごい思考法』（2023年7月25日、アチーブメント出版）ISBN 978-4866431369

### 出演番組
- 元気を日本に 日本プロ野球 - STV、ローカルのみ。
- STVファイターズLIVE - STVラジオ
- 白井一幸 ブリング・アップ- STVラジオ
- スーパーベースボール - 2008年、日本ハム主催試合（HTB・テレビ朝日）の解説を担当。2009年も、8月23日深夜のGET SPORTS内で放送のMLB中継（クリーブランド・インディアンス対シアトル・マリナーズ戦中継）において解説を担当。
- どさんこワイド179 - （2018年4月2日 - 月曜日）
- どさんこワイド!!朝! - （2018年4月2日 - 月曜日）
- メンタルゴルフ- TVh
- スーパーベースボール2022 - BS朝日、日本ハム主催試合の解説を担当。